# Kochankowie (film 1968)
Kochankowie (wł. Amanti) – włosko-francuski melodramat z 1968 roku w reżyserii Vittoria De Siki.

## Fabuła
Amerykańska bizneswoman, Julia, poznaje na lotnisku w Rzymie włoskiego kierowcę Valeriona. Spędzają ze sobą kilka dni za miastem. Niestety, związek ten nie masz szans, albowiem Valerion ma żonę, a Julia jest pochłonięta swoją pracą.

## Obsada
- Faye Dunaway - Julia
- Marcello Mastroianni - Valerion
- Caroline Mortimer - Maggie
- Karin Engh - Griselda
- Yvonne Gilbert - Marie

## Produkcja
Zdjęcia kręcono we Włoszech w następujących lokacjach według regionów:
- Lombardia (Monza);
- Trydent-Górna Adyga (lotnisko w Dobbiaco w prowincji Bolzano);
- Wenecja Euganejska (Cortina d’Ampezzo i Rocca Pietore w prowincji Belluno; Asolo i Maser w prowincji Treviso; Caorle w prowincji Wenecja)[1].